# 窄叶火棘
窄叶火棘（学名：[Pyracantha angustifolia] 错误：{{Lang}}：文本有斜体标记（帮助））为蔷薇科火棘属的植物，是中国的特有植物。分布在中国大陆的四川、西藏、湖北、云南等地，生长于海拔160米至3,000米的地区，一般生于阳坡灌丛中和路边，目前尚未由人工引种栽培。